# Espace urbain de Bagnols-sur-Cèze
Cet article court présente un sujet plus développé dans : Espace urbain.
L’espace urbain de Bagnols-sur-Cèze est un espace urbain français centré sur la ville de Bagnols-sur-Cèze dans le Gard. Par la population, c'est le 72e des 96 espaces urbains français en 1999, il comporte alors 4 communes.